# Megan Young

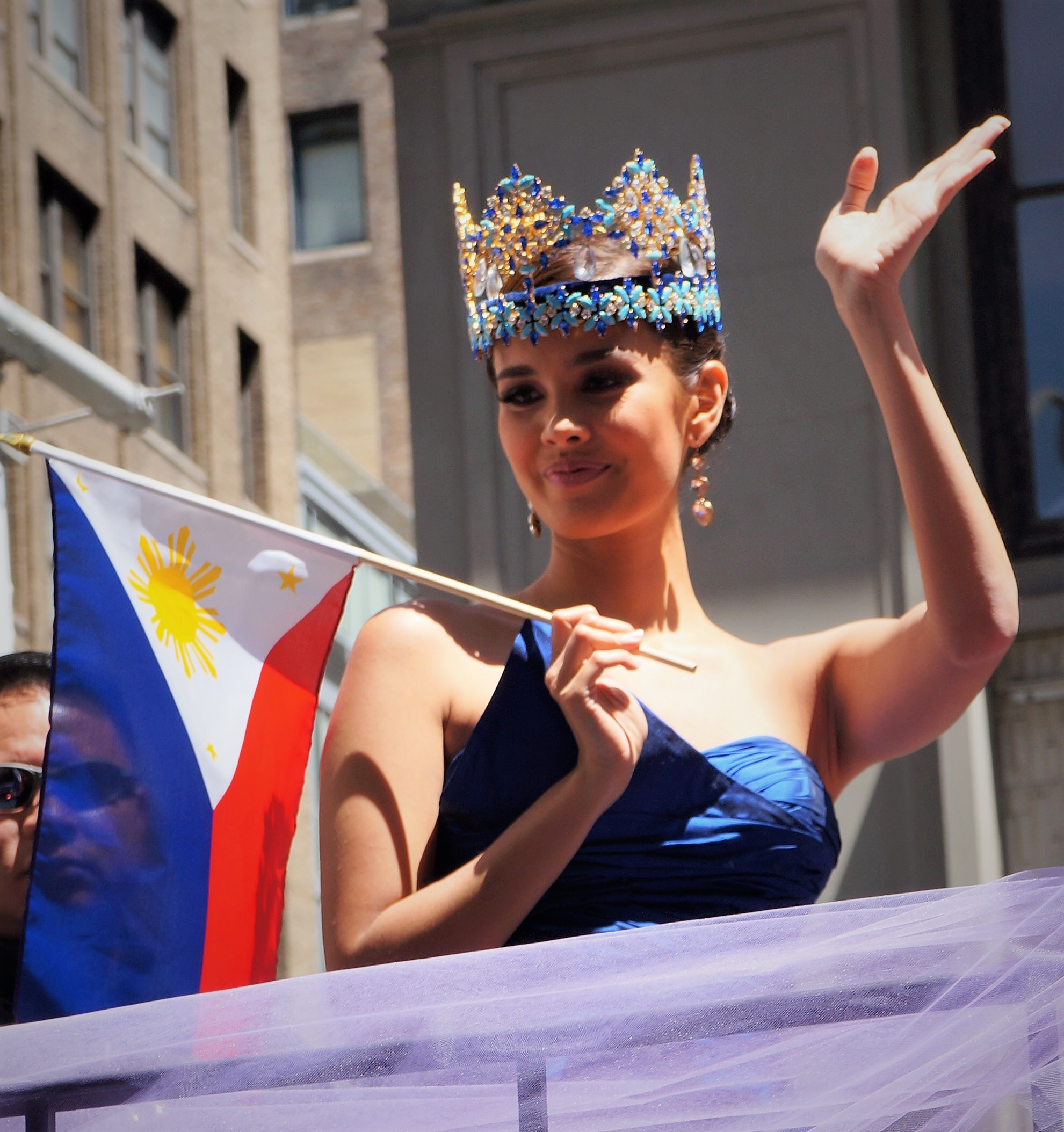
Megan Young

Megan Lynne Young (* 27. Februar 1990 in Alexandria, Virginia, USA) ist ein philippinisches Model, Schauspielerin und die Miss World 2013.
Young gewann den nationalen Titel der „Miss World Philippines“, womit sie sich für den Miss-World-Wettbewerb in Bali qualifizierte. Sie sicherte sich als erste Frau aus den Philippinen den Titel der „Miss World“. Young löste die Chinesin Yu Wenxia als Titelträgerin ab.